# Tigné
Tigné era una comuna francesa situada en el departamento de Maine y Loira, de la región de Países del Loira, que el 1 de enero de 2016 pasó a ser una comuna delegada de la comuna nueva de Lys-Haut-Layon al fusionarse con las comunas de La Fosse-de-Tigné, Les Cerqueux-sous-Passavant, Le Voide, Nueil-sur-Layon, Saint-Hilaire-du-Bois, Tancoigné, Trémont y Vihiers.

## Demografía
| Gráfica de evolución demográfica de Tigné entre 1800 y 2016 |
|                                                             |

Los datos demográficos contemplados en este gráfico de la comuna de Tigné se han cogido de 1800 a 1999 de la página francesa EHESS/Cassini, y los demás datos de la página del INSEE.